# 乌兰萨德克河

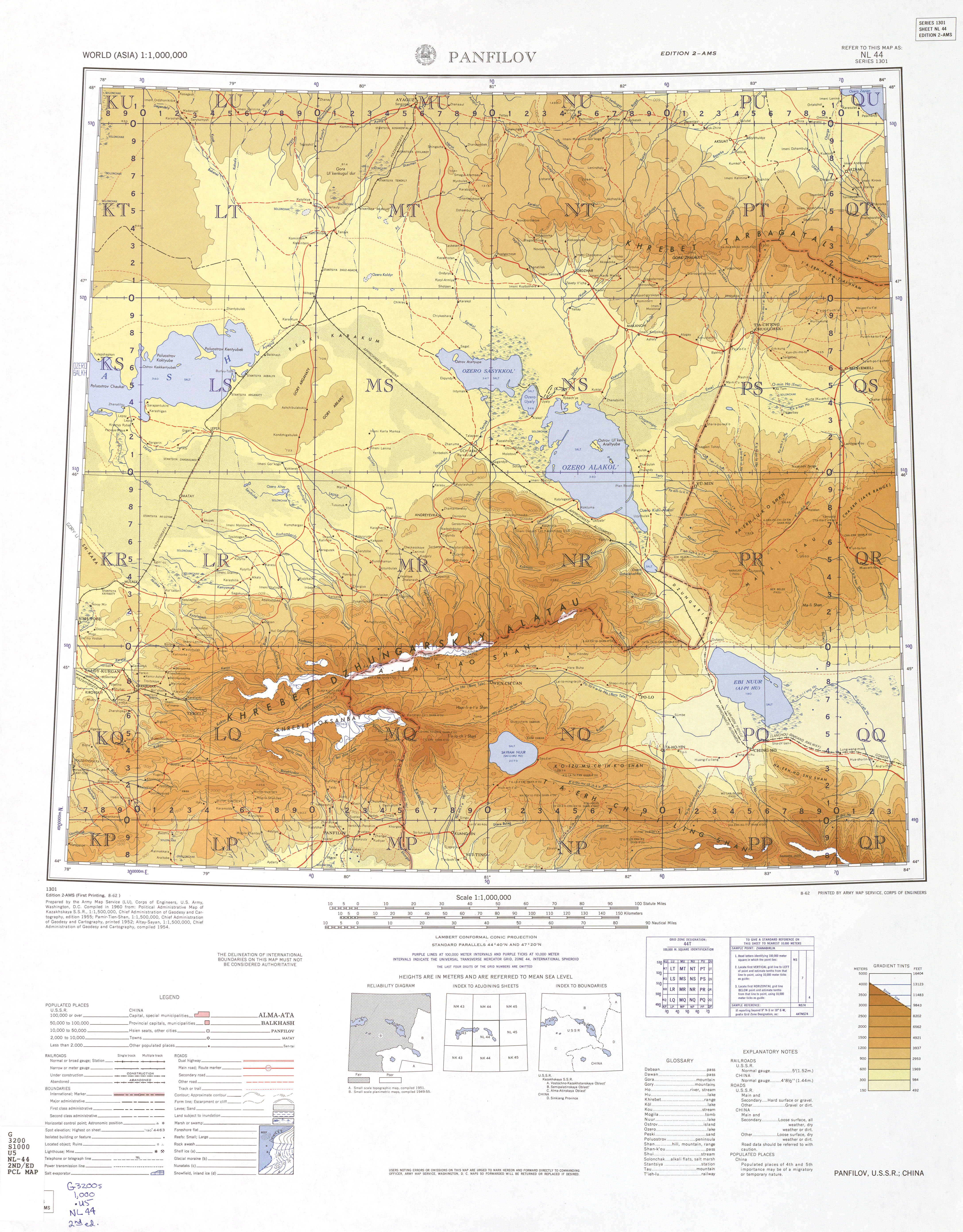
包含塔城地区的地图，乌兰萨德克河（A shu Ho）位于图中右下角。

乌兰萨德克河，位于中华人民共和国新疆维吾尔自治区塔城地区乌苏市东南部的一条河流，奎屯河上游左岸支流，河名为蒙古语意为“红色的弓箭”，发源于博罗科努山和依连哈比尔尕山北坡克廷达坂附近的冰川区域，自西南向东北流。河流全长44千米，流域面积824平方千米，年均径流量约3.6亿立方米。流域内气候湿润，两岸山体陡峻，森林密布。上游峡谷中有一高山小湖泊乌兰萨德克诺尔，景色壮丽。